# Parolist

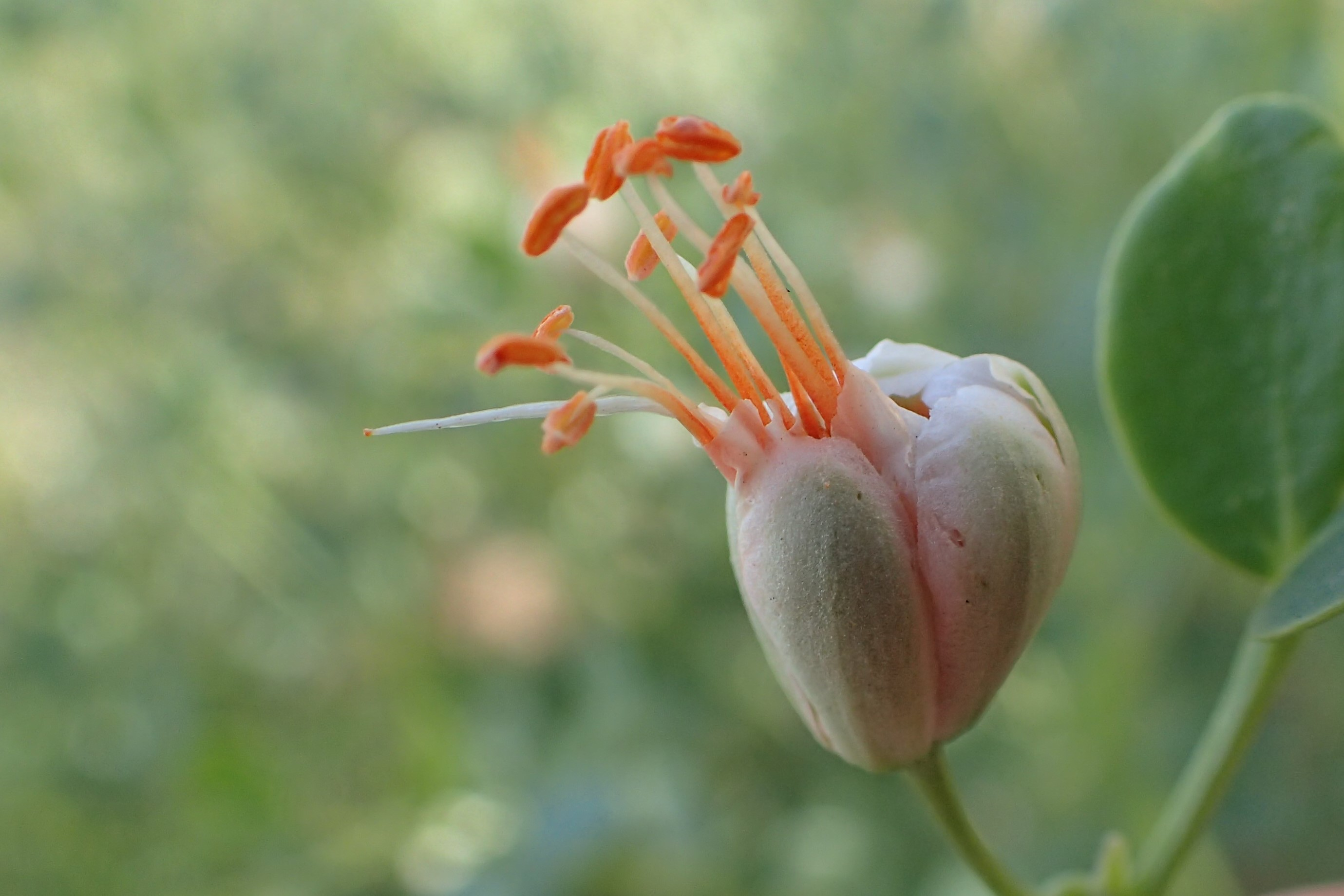
Kwiat parolistu wschodniego

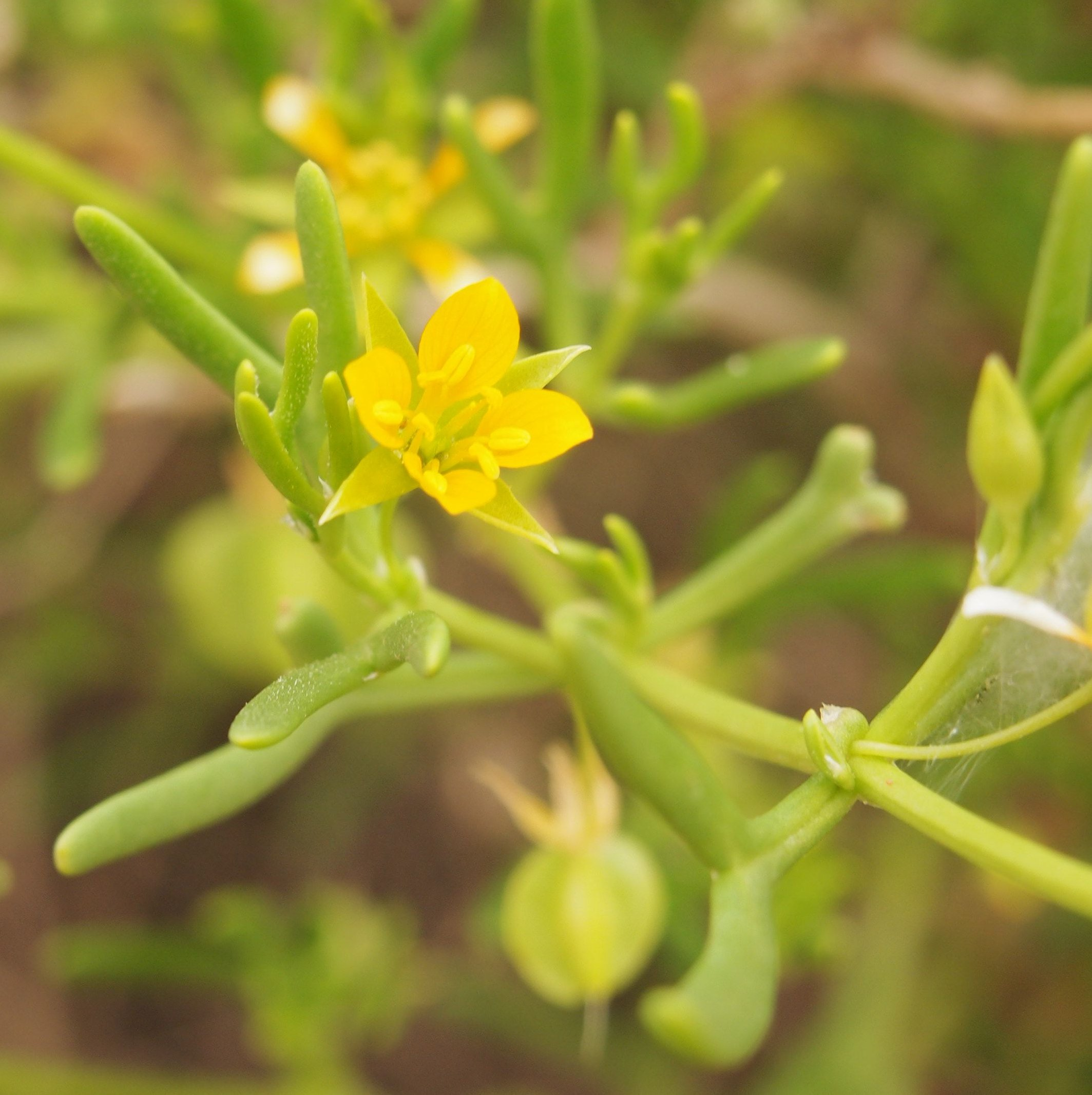
Zygophyllum eremeum

Parolist (Zygophyllum L.) – rodzaj roślin z rodziny parolistowatych. Obejmuje ok. 50 gatunków, w dawniejszym, szerszym ujęciu zaliczano tu ponad 100 gatunków. W szerokim ujęciu zaliczano tu rośliny rozprzestrzenione od Afryki i południowej Europy, poprzez rozległe obszary Azji po Australię. W węższym ujęciu zasięg rodzaju obejmuje tereny od basenu Morza Śródziemnego po wschodnią Azję, z centrum zróżnicowania w południowo-zachodniej i centralnej Azji. W Polsce na izolowanym stanowisku na murach w Sandomierzu rósł parolist wschodni, ale wyginął. Rośliny te rosną zwykle na terenach suchych, w tym także na pustyniach. Rodzaj należy do nielicznych, w obrębie którego występują zarówno rośliny przeprowadzające fotosyntezę C3 jak i C4.
Pączki kwiatowe niektórych gatunków są jadalne i używane bywają jako substytut kaparów.

## Morfologia

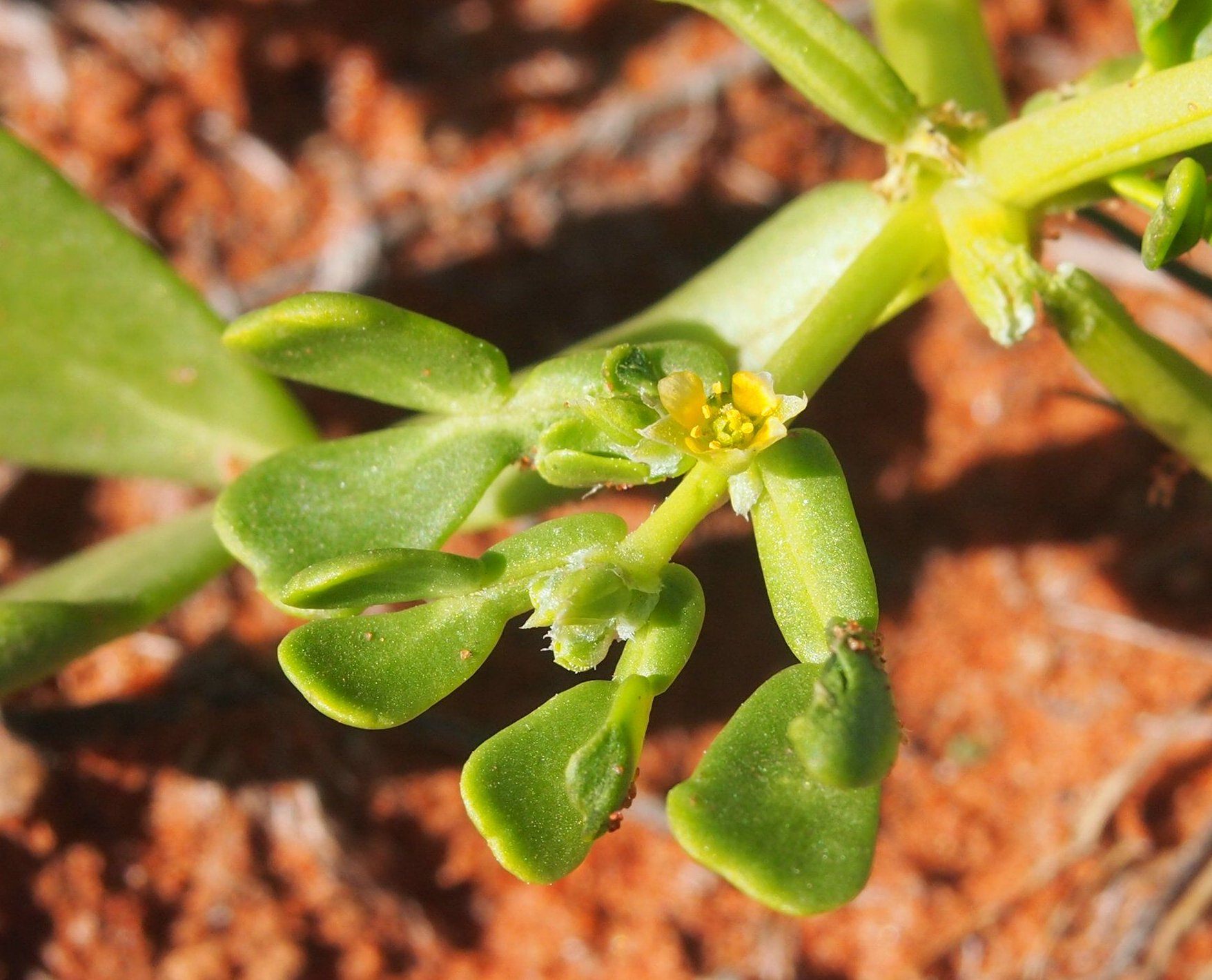
Zygophyllum prismatothecum

PokrójRośliny rozłożyste, nagie lub owłosione, od krzewów, przez półkrzewy po byliny, rzadko także należą tu rośliny jednoroczne. Łodygi członowane i gruboszowate.
LiścieNaprzeciwległe, siedzące lub ogonkowe. Blaszka składa się zwykle z dwóch listków, rzadko jednego lub jest pierzasto złożona. Jest mięsista, spłaszczona lub wałeczkowata. Przylistki czasem cierniste.
KwiatyWyrastają pojedynczo albo parami w kątach liści. Są promieniste i obupłciowe, 4- lub 5-krotne. Działki kielicha  w liczbie 4 lub 5, czasem opadające. Płatki korony wolne, w liczbie 4 lub 5, czasem zredukowane. Barwy białej, żółtej lub kremowej, często z czerwoną plamką u nasady. Pręcików jest dwa razy więcej niż płatków, u ich nasady znajdują się łuskowate przydatki. Słupkowie jest zrosłoowockowe (synkarpiczne) i powstaje z 4–5 owocolistków. W każdej komorze z dwoma lub większą liczbą zalążków.
OwoceTorebki 4–5 kanciaste lub oskrzydlone, podzielone na komory zawierające pojedyncze lub liczne nasiona.

## Systematyka
Pozycja systematyczna
Jeden z rodzajów podrodziny Zygophylloideae z rodziny parolistowatych Zygophyllaceae.
Rewizja podrodziny Zygophylloideae bazująca na kryteriach morfologicznych i molekularnych z 2003 roku zmieniła tradycyjne ujęcie rodzaju, które włączało tu ponad 100 gatunków. Wyodrębniono w osobny rodzaj Roepera gatunki z Australii i południowej Afryki oraz w rodzaj Melocarpum dwa wyraźnie odrębne gatunki wschodnioafrykańskie. 
Wykaz gatunków
- Zygophyllum atriplicoides Fisch. & C.A. Mey.
- Zygophyllum brachypterum Kar. & Kir.
- Zygophyllum clavatum Schltr. & Diels
- Zygophyllum cordifolium L. f.
- Zygophyllum cylindrifolium  Schinz
- Zygophyllum darvasicum Boriss.
- Zygophyllum debile Cham. & Schltdl.
- Zygophyllum decumbens Delile
- Zygophyllum dichotomum Cham. & Schltdl.
- Zygophyllum divaricatum Eckl. & Zeyh.
- Zygophyllum dregeanum Sond.
- Zygophyllum dumosum Boiss. – parolist krzaczasty
- Zygophyllum eurypterum Boiss. & Buhse
- Zygophyllum fabago L. – parolist wschodni
- Zygophyllum fabagoides Popov
- Zygophyllum ferganense (Drobow) Boriss
- Zygophyllum flexuosum Eckl. & Zeyh.
- Zygophyllum foetidum Schrad. & Wendl.
- Zygophyllum fulvum L.
- Zygophyllum giessii Merxm. & A. Schreib.
- Zygophyllum gilfillani N.E. Br.
- Zygophyllum gobicum Maxim.
- Zygophyllum gontscharovii Boriss
- Zygophyllum iliense Popov
- Zygophyllum incrustatum E. Mey. ex Sond.
- Zygophyllum jaxarticum Popov
- Zygophyllum kansuense Y.X. Liou
- Zygophyllum kaschgaricum Boriss.
- Zygophyllum leptopetalum E.Mey. ex Sond.
- Zygophyllum leucocladum Diels
- Zygophyllum lichtensteinianum Cham. & Schltdl.
- Zygophyllum loczyi Kanitz
- Zygophyllum longicapsulare Schinz
- Zygophyllum macrocarpon Retief
- Zygophyllum macrophyllum Regel & Schmalh.
- Zygophyllum macropodum Boriss.
- Zygophyllum macropterum C.A.Mey.
- Zygophyllum maculatum Aiton
- Zygophyllum maximiliani Schltr.
- Zygophyllum megacarpum Boriss.
- Zygophyllum meyeri Sond.
- Zygophyllum microcarpum Licht. ex Cham.
- Zygophyllum microphyllum L. f.
- Zygophyllum miniatum Cham.
- Zygophyllum mucronatum Maxim.
- Zygophyllum obliquum Popov
- Zygophyllum orbiculatum Welw. ex Oliv.
- Zygophyllum ovigerum Fisch. & C.A.Mey. ex Bunge
- Zygophyllum oxianum Boriss.
- Zygophyllum oxycarpum Popov
- Zygophyllum pinnatum Cham.
- Zygophyllum potaninii Maxim.
- Zygophyllum prismatocarpum  E. Mey. ex Sond.
- Zygophyllum procumbens Adamson
- Zygophyllum pterocarpum Bunge
- Zygophyllum pubescens Schinz
- Zygophyllum pygmaeum Eckl. & Zeyh.
- Zygophyllum rogersii Compton
- Zygophyllum rosowii Bunge
- Zygophyllum schreiberianum  L.
- Zygophyllum sessilifolium L.
- Zygophyllum sinkiangense Y.X. Liou
- Zygophyllum sonderi H. Eichler
- Zygophyllum spinosum L.
- Zygophyllum sulcatum Huysst.
- Zygophyllum tenue P.E. Glover
- Zygophyllum teretifolium Schltr.
- Zygophyllum uitenhagense Sond.
- Zygophyllum xanthoxylon (Bunge) Maxim.
- Zygophyllum zonuzensis Sabeti